# Стефан Т. Стефанов
Стефан Стефанов (1 юни 1927 г. – 25 юли 2011 г.), известен и с прякора си Томито, е български футболист, нападател. Част от легендарния състав на ЦСКА, който е хегемон в А група през 50-те години на ХХ век.
Между 1949 г. и 1955 г. изиграва 9 мача и бележи един гол за националния отбор. Участник на Олимпиадата в Хелзинки'52.

## Футболна кариера
Родом от Стара Загора, първият отбор в кариерата на Стефанов е местният Локомотив, където играе четири години. През 1946 г. преминава в Локомотив (София). През 1948 г. с червено-черните печели националната купа, като именно той бележи на 9 май победния гол във финала срещу Славия-Ченгелов (Пловдив), който завършва 1:0.
Малко след това Стефанов е привлечен в ЦСКА (София). Играе за „армейците“ 11 години, като 8 пъти става шампион на България, а три пъти носител на купата. В А група изиграва 131 мача и бележи 36 гола.
След като напуска ЦСКА през 1959 г. играе две години в Родни криле (София). Завършва кариерата си в Берое (Стара Загора), където през сезон 1961/62 бележи 2 гола в 8 мача от А група.

## Треньорска кариера
Работи като треньор на Светкавица-Търговище, помощник-треньор на Локомотив-София, дълги години в ЦСКА и в ПЖИ „Тодор Каблешков“.
По своя идея и подбор на снимките, със съдействието на журналиста Силвестър Милчев, Стефан Стефанов издава през 2010 година "Албум ЦСКА. Първото шампионско поколение".

## Успехи
Локомотив (София)
- Национална купа:
  -  Носител: 1948

ЦСКА (София)
- А група:
  -  Шампион (8): 1951, 1952, 1954, 1955, 1956, 1957, 1958, 1958/59

- Национална купа:
  -  Носител (3): 1951, 1954, 1955